# Servicio Aéreo de Rescate

Emblem Servicio Aéreo de Rescate

Der Servicio Aéreo de Rescate  (englisch: Search and Rescue (SAR)) ist die spanische Organisation zur Durchführung von Such- und Rettungsmaßnahmen im Zusammenhang mit Flug- und Schiffsunfällen oder auch bei Naturkatastrophen vor allem im spanischen Hoheitsgebiet. 
Seit 1955 werden die Einsätze von der Ejército del Aire de España  in Zusammenarbeit mit anderen Sicherheitsbehörden und Notfallorganisation gemäß den internationalen Vereinbarungen betrieben. Die eingesetzten Fluggeräte werden von spanischen Militärpiloten und -besatzungen betrieben und von der Luftwaffe gewartet.  
Derzeit besteht der Such- und Rettungsdienst aus vier RCC-Einheiten die vom Zentrum Centro Coordinador de Salvamento in Madrid koordiniert werden. 

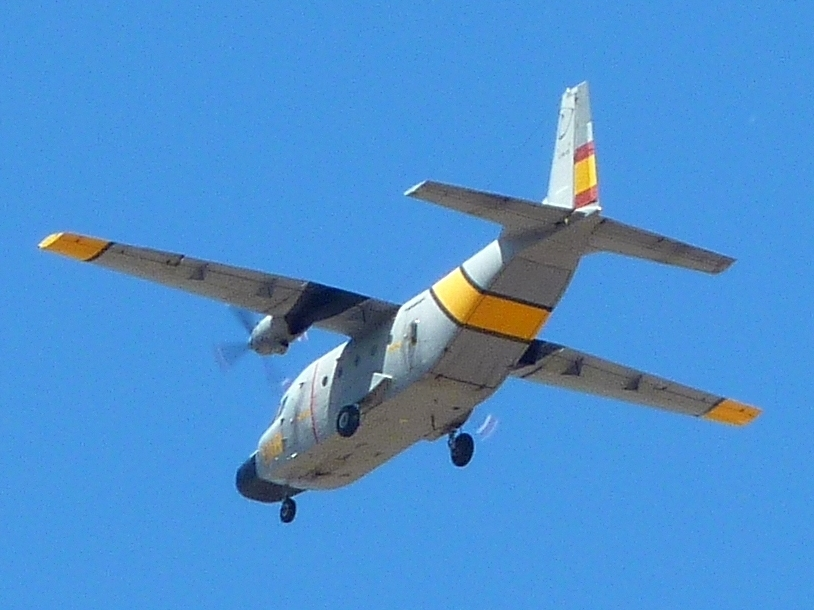
CASA C-212-200 MP

- Ala 48/803 Escuadrón de Fuerzas Aéreas, Base Aérea de Cuatro Vientos Madrid
- Ala 49/RCC Base Aérea de Palma de Mallorca
- 801 Escuadrón de Fuerzas Aéreas, Aeródromo Militar de Pollensa
- 802 Escuadrón de Fuerzas Aéreas/RCC de Isla Canarias

Zurzeit werden dort unter anderem Hubschrauber der Typen Eurocopter AS 332 Super Puma und Flugzeuge der Modelle CASA CN-235, CASA C-212-200 MP und Fokker F-27- 200 MAR eingesetzt.